# Tinktura
Tinkture so alkoholni izvlečki drog, z vonjem, barvo in okusom po drogah, iz katerih so pripravljeni. Zaradi uporabe različnih ekstrakcijskih medijev (večinoma 70, 50, 40 in 30-odstotnega etanola, v ljudskem zdravilstvu se uporablja dobro sadno žganje) in daljšega časa ekstrakcije, je obseg ekstrakcije učinkovin iz droge večji. Tako imajo tinkture dosti močnejši učinek kot čaji in jih zato tudi uporabljamo v manjših količinah.
Zaradi visoke vsebnosti alkohola je večina tinktur le za zunanjo uporabo, v primeru peroralnega jemanja pa se kane predpisano količino kapljic tinkture na kocko sladkorja ali v pol kozarca vode in jih tako razredčene popije. Izjema so le nekateri pripravki za uporabo v ustni votlini (npr. kapljice proti zobobolu), ki jih v predpisani količini nakapamo direktno na obolelo mesto.